# ГЕС Керхе
ГЕС Керхе — гідроелектростанція на південному заході Ірану. Знаходячись після ГЕС Seimare, становить нижній ступінь каскаду у сточищі річки Керхе, яка впадає до болота Hoor Al-azim на лівобережжі Тигру (басейн Перської затоки). 
У межах проекту річку перекрили кам'яно-накидною греблею із глиняним ядром висотою 127 метрів, довжиною 3030 метрів та шириною від 12 (по гребеню) до 1100 (по основі) метрів. На час будівництва воду відвели за допомогою тунелю довжиною 0,8 км. Гребля утворила витягнуте по долині Керхе на 60 км водосховище з площею поверхні 162,5 км2 та об’ємом 5,6 млрд м3. 
Через три водоводи довжиною по 0,45 км з діаметром 6,2 метра ресурс надходить у пригреблевий машинний зал. Останній обладнали трьома турбінами типу Френсіс потужністю по 136 МВт, які працюють при напорі у 93 метра та забезпечують виробництво 934 млн кВт-год електроенергії на рік.
Відпрацьована вода відводиться назад до річки по кульверту довжиною 60 метрів та каналу довжиною 300 метрів.